# Tôn (thép)
Tôn (thép) (tole) đôi khi được hiểu là (nhưng không hoàn toàn đồng nhất với) thép tấm, thép tấm cuộn, thép lá, thép băng, thép dải,... Như vậy tôn thép là loại vật liệu được làm từ các tấm kim loại (mà cụ thể là thép) cán mỏng.
Đôi khi tôn được hiểu với nghĩa hẹp, là loại vật liệu thép tấm mỏng, mạ màu (hoặc mạ kẽm, mạ hợp kim nhôm kẽm), cán sóng dùng để lợp mái nhà hoặc lợp trần (tôn laphong).

## Các loại tôn
Công nghệ sản xuất chủ yếu ra tôn đi từ luyện kim, trong đó thép được đúc thành phôi thép tấm cán nóng, phổ biến nhất là dạng cuộn, đến đây đôi khi được gọi tên là "tôn đen", "tôn cán nóng", sau đó tôn đen qua các bước là tẩy rỉ, cán nguội, mạ kẽm, mạ hợp kim nhôm kẽm, mạ màu, mạ kim. Trong quá trình đó, tôn có thể trải qua các bước trung gian giữa các khâu như phủ dầu, cắt biên, xẻ băng, cắt tấm, uốn sóng. Tùy thuộc vào các khâu công nghệ mà tôn trải qua mà nó có các tên chuyên biệt như tôn tẩy rỉ, tôn cán nguội, tôn mạ, tôn mạ kẽm, tôn lạnh (chỉ loại mạ hợp kim nhôm kẽm), tôn mạ màu, tôn cán sóng, tôn lợp....
Tùy thuộc vào công năng và mục đích sử dụng, mỗi sản phẩm tôn không nhất thiết phải trải qua tất cả các khâu nêu trên.